# Urdaburu

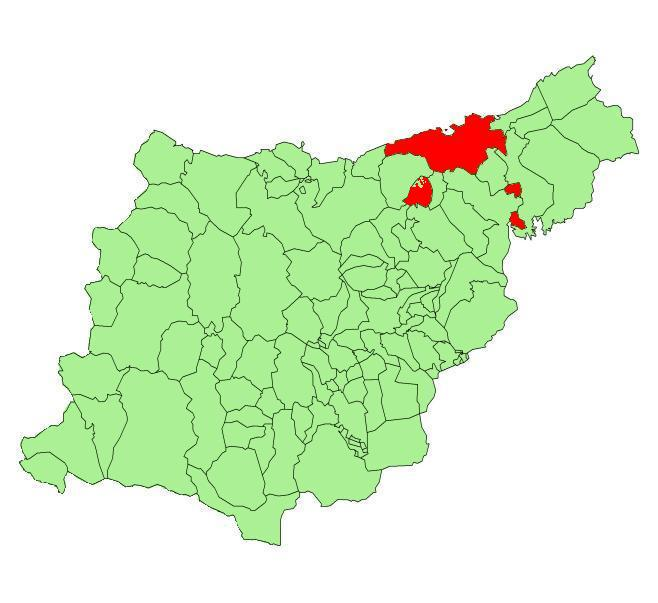
Urdaburu est représenté par la zone rouge située au sud de cette carte de Guipúzcoa

Urdaburu (aussi appelé Oberan) est le nom d'une enclave de la commune Saint-Sébastien, au Guipuscoa, (Pays basque - Espagne), situé à la frontière avec la Navarre.
Il s'agit d'une enclave formée par un terrain rugueux, boisé et avec de fortes pentes. Presque la totalité de ses 2,2 km2 est couverte de forêts et est dépeuplée, puisque aucune ferme ne s'y trouve. On considère cette zone rurale de protection forestière. Les forêts d'Urdaburu sont formées principalement par des plantations de pin insignis au nord et d'arbres à feuilles caduques au sud.
Urdaburu est limité au nord-est avec la commune d'Hernani, à l'est et au sud avec celle de Errenteria et à l'ouest avec la commune navarraise d'Arano. L'enclave, dans sa totalité, fait partie du Parc Naturel d'Aiako Harria (de fait on appelle parfois à cet espace protégé Aiako Harria-Urdaburu).
Dans la limite avec Arano et la Navarre, un méandre de la rivière Urumea marque une des limites de l'exclave. Ce point, à 50 mètres d'altitude est la zone la plus basse de l'exclave. Son point le plus septentrional est le sommet du mont Urdaburu (602 m), qui constitue le point plus haut de l'enclave et aussi du territoire municipal de Saint-Sébastien. L'exclave reçoit son nom de cette montagne.

## Histoire
Urdaburu faisait partie des Montagnes franches de l'Urumea (Zilegiak en basque), montagnes communales situées dans le cours moyen de la vallée de l'Urumea, qui depuis le Moyen Âge étaient propriété collective des villes du secteur : Saint-Sébastien, Hernani et Urnieta. Au XVIIe siècle on a délimité les montagnes, qui ont été divisées entre Hernani, Urnieta et Saint-Sébastien. Urdaburu, a fait partie du territoire assigné dans la délimitation à Saint-Sébastien, et est resté depuis lors comme un exclave donostiarra (gentilé de Saint-Sébastien) séparé du reste du territoire de la ville.
L'enclave était divisée en deux, l'un appelée Altzabaso (Bois d'Alza) et l'autre appelée Donostibaso (Bois de Saint-Sébastien). Chacune des parties de terrain avaient des droits d'exploitation de la part des habitants d'Alza (alors un district dépendant de Saint-Sébastien) et des habitants de Saint-Sébastien. Entre 1879 et 1940, période où Alza a été une commune indépendante, l'enclave a été divisée entre le Donostibaso et l'Altzabaso, chaque partie correspondant à la commune correspondante.